# Ümit Birol
Ümit Birol (Samsun, 26 de enero de 1963-Adana, 10 de julio de 2023) fue un futbolista y entrenador de fútbol turco que jugó en la posición de centrocampista.

## Carrera

### Club
| Periodo   | Club                     |
| --------- | ------------------------ |
| 1981-1984 | Samsunspor               |
| 1984-1986 | Adanaspor                |
| 1986-1987 | Antalyaspor              |
| 1987-1989 | Adana Demirspor          |
| 1989-1991 | Altay SK                 |
| 1991-1993 | Fenerbahçe SK            |
| 1993-1994 | Kocaelispor              |
| 1994-1996 | Çanakkale Dardanelspor   |
| 1996      | → Eskişehirspor (cedido) |
| 1996-1998 | Adana Demirspor          |
| 1998      | Yıldırım Bosna           |

### Selección nacional
Jugó para Turquía en dos ocasiones en 1991. Ganó la medalla de bronce en los Juegos Mediterráneos de 1987.

### Entrenador
| Periodo   | Club              |
| --------- | ----------------- |
| 2005      | Erzurumspor       |
| 2006      | Altay SK          |
| 2007      | Erzincanspor      |
| 2007-2008 | Alibeyköy         |
| 2008      | Gaziosmanpaşaspor |
| 2008-2009 | Erzurumspor       |
| 2009-2010 | Tepecikspor       |
| 2010      | Samsunspor II     |
| 2011      | 1930 Bafraspor    |
| 2012      | Lülebyrgazspor    |

## Muerte
Birol murió a causa de un ataque cardíaco en Adana el 10 de julio de 2023 a los sesenta años.